# Tvøst og spik
El tvøst og spik (també anomenat Grind og spik) és un plat típic de les illes Fèroe. Consisteix en carn de balena cap d'olla, greix i patates. Antigament, el plat era una part important de la dieta local, que mancava de productes frescos i proteïnes.
La carn es prepara de diferents maneres, ja que es pot bullir o fregir estant fresca o es pot emmagatzemar en sal (turrsaltað) o submergida en aigua molt salada (lakasaltað). També es pot congelar i preparar posteriorment, o bé es pot penjar a l'aire lliure per assecar-la. Quan es penja perquè s'assequi, es talla a rodanxes llargues (grindalikkja) i després es penja sota un sostre per protegir-la de la pluja.

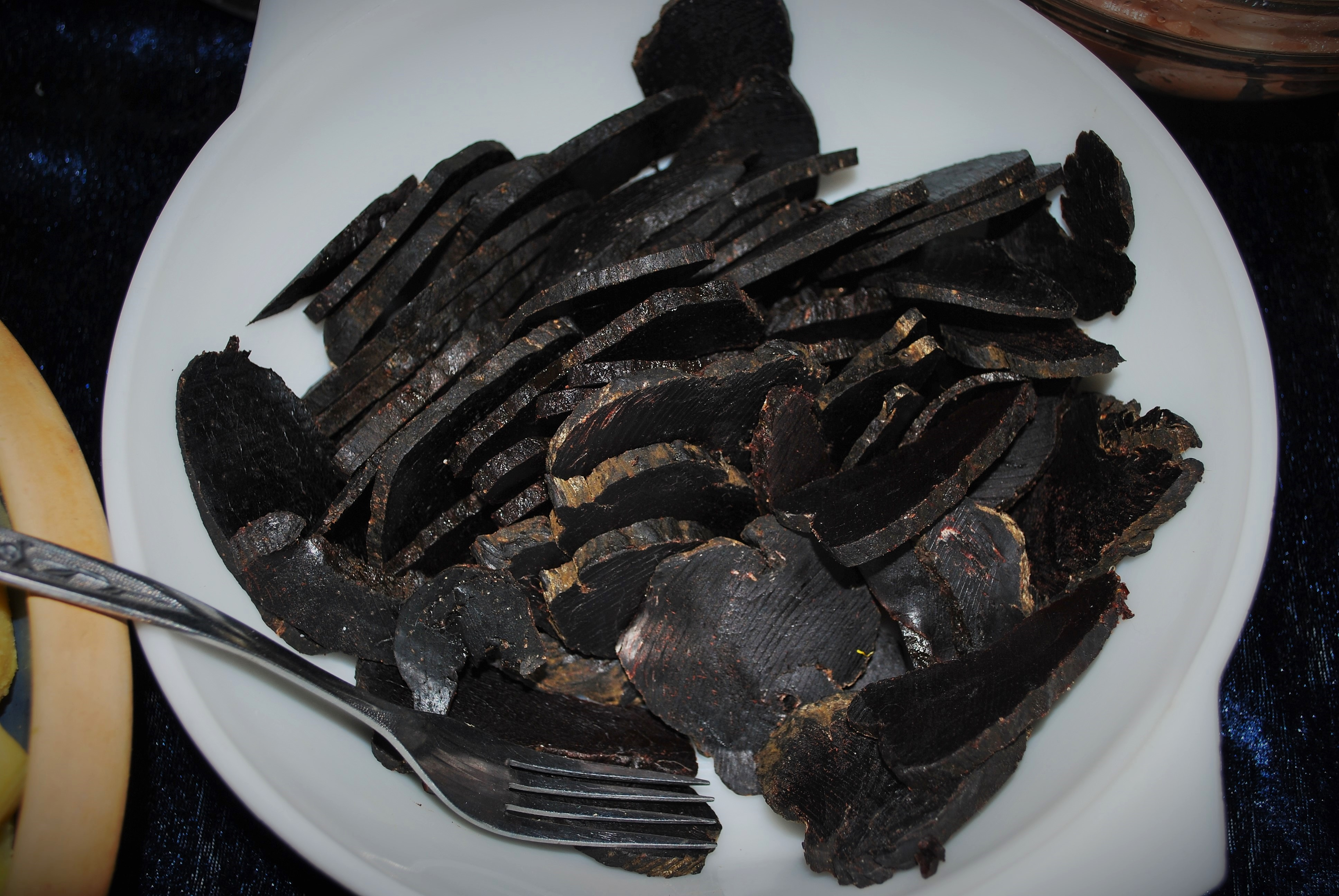
Carn de cap d'olla.

El greix també es pot preparar de diferents maneres, bullit, salat o sec, però no fregit. El greix sec també serveix d'acompanyant del peix sec. La carn de balena té un color molt fosc, gairebé negre.
La tradició de menjar carn i greix de balena es remunta a molts segles enrere, ja que s'esmenta per primera vegada al Seyðabrævið, llei de regulació que data de 1298. Tenint en compte l'aïllament de les Illes Fèroe a l'Atlàntic Nord, els subministraments d'aliments d'altres països han estat tradicionalment escassos, obligant als illencs a gestionar l'alimentació amb el que la natura els ofeix. D'aquesta manera, les tradicions culinàries feroeses van evolucionar cap a l'ús de productes animals domenticats, com ara ovelles, vaques, oques, pollastres i ànecs, i productes marítims, des de tot tipus de peixos i aus marines.